# Luncușoara
Luncușoara – wieś w Rumunii, w okręgu Suczawa, w gminie Udești. W 2011 roku liczyła 601 mieszkańców. 